# Runaway Daughters
Runaway Daughters (br: Ligeiramente Grávida) é um filme americano lançado em 1994, do gênero aventura, dirigido por Joe Dante.

## Resumo
Década de 1950, três garotas se colocam na estrada para ir atrás do namorado de uma delas, que a tinha abandonado grávida. O filme faz parte de um projeto para a televisão a cabo que refilma clássicos adolescentes dos anos 50 realizados pela American Internacional Pictures (produções de Samuel Z. Arkoff e James H. Nicholson, aos quais o filme é dedicado). Dante ("Gremlins") criou um filme ágil, bem-humorado, que explora a estética e a moral da época para brincar com o espectador. Usa muito o jogo de câmeras e ao uso de pontas (por exemplo: do diretor Corman, que trabalhou na AIP, e do cantor Fabian) para valorizar o trabalho.

## Elenco
- Julie Bowen como Angie Gordon
- Holly Fields como Mary Nicholson
- Jenny Lewis como Laura Cahn
- Paul Rudd como Jimmy Russoff
- Chris Young
- Dick Miller
- Dee Wallace Stone
- Christopher Stone
- Leo Rossi
- Roger Corman
- Dabbs Greer
- Fabian